# Musée de la Libération
Le musée de la Libération est un ancien musée privé fermé en 2015 consacré à la Libération de la France pendant la Seconde Guerre mondiale en 1944.

## Localisation
Situé en Normandie dans le département de la Manche, le musée de l'Occupation se trouve sur la commune de Sainte-Marie-du-Mont (4, place de l’Église).

## Histoire
Le musée ouvre en 2006 dans une maison de 200 m2, ancienne boucherie de la ville.
La collection est vendue lors d'une vente aux enchères les 14 et 15 novembre 2015.

## Description
Les collections comportaient :
- grappin utilisé à la pointe du Hoc,
- casques et criquets,
- parachute utilisé lors du Débarquement,
- fanion de véhicule du Général de Gaulle,
- valise-radio de la Résistance,
- un véhicule américain Weasel et un engin allemand Kübelwagen[2].
- canon allemand de 37 mm,
- camion américain Diamond Wrecker et Jeep Willys MB[1].